# آر-کست
آر-کست (R-CAST) یک سامانه پشتیبانی تصمیم گروهی است که بر اساس تحقیق در مورد تصمیم‌گیری طبیعت گرایانه است. معماری آن بر اساس چندین عامل نرم‌افزاری، از تیم‌های تصمیم‌گیری با پیش‌بینی اطلاعات مربوط به تصمیماتشان بر اساس یک مدل ذهنی مشترک در مورد زمینه تصمیم‌گیری پشتیبانی می‌کند.

## اهمیت طراحی
در عصر اطلاعات دیجیتال، تیم‌های تصمیم‌گیری اغلب مملو از حجم عظیمی از اطلاعات هستند. این منجر به دو چالش می‌شود:
اولاً، یک تصمیم گیرنده انسانی می‌تواند مملو از اطلاعات باشد و در تصمیم‌گیری به موقع مشکل داشته باشد.
دوم، اعضای یک تیم ممکن است در تعیین اینکه یک هم تیمی واقعاً به چه اطلاعاتی نیاز دارد و از این رو چه اطلاعاتی باید با او به اشتراک گذاشته شود، مشکل داشته باشند. هدف فناوری آر-کست رسیدگی به هر دوی این چالش هاست. رویکرد آر-کست بر چهار مفهوم اصلی استوار است:
کارگزاران از مدلی از فرایند تصمیم‌گیری انسانی (موسوم به مدل تصمیم اولیه شناسایی [RPD) برای پیوند دادن وظایف تصمیم‌گیری به اطلاعات مرتبط با تصمیمات استفاده می‌کنند. مدل تصمیم اولیه شناسایی محاسباتی در آر-کست از یک ساختار دانش (به نام دانش تجربه) استفاده می‌کند که دانش مربوط به تصمیم‌گیری را جمع‌آوری می‌کند. سه نوع اطلاعات مرتبط را می‌توان از دانش تجربه و قوانین استنتاج پیش‌بینی کرد که مربوط به موارد زیر است: تطبیق وضعیت فعلی با تجربه شناخته شده (به عنوان مثال، نشانه‌ها)، ارزیابی گزینه‌های تصمیم‌گیری متعدد و تشخیص ناهنجاری‌ها پس از تصمیم‌گیری به طوری که تصمیم اولیه را بتوان بر اساس آن اصلاح کرد. مدل تصمیم اولیه شناسایی محاسباتی به عنوان یک فرایند DM مشترک بین عوامل و انسان در یک تیم عمل می‌کند، که عاملان را قادر می‌سازد تا اطلاعات مربوطه را با سایر هم تیمی‌ها، خواه عامل نرم‌افزار باشند یا انسان، به اشتراک بگذارند.

## اهمیت عملکرد
علاوه بر پیش‌بینی اطلاعات مورد نیاز برای تصمیم‌گیری، عوامل آر-کست همچنین برای جستجو و ترکیب اطلاعات در یک محیط توزیع‌شده مانند معماری سرویس‌گرا، همکاری می‌کنند. آر-کست در آزمایشگاه عوامل هوشمند در کالج علوم و فناوری اطلاعات در دانشگاه ایالتی پنسیلوانیا به رهبری دکتر جان ین توسعه یافته‌است. معماری آر-کست مبتنی بر کامپوننت و قابل تنظیم مجدد است. با انتخاب اجزای مناسب برای یک برنامه، آر-کست را می‌توان در طیف گسترده‌ای از عوامل پیکربندی کرد: از عوامل بازتابی ساده تا عوامل دارای مدل تصمیم اولیه شناسایی. اجزای کلیدی آر-کست شامل مفسر مدل تصمیم اولیه شناسایی، پایگاه دانش، مدیر اطلاعات، مدیر فرایند، مدیر ارتباطات و آداپتورهای حوزه‌های مختلف است. مفسر مدل تصمیم اولیه شناسایی وضعیت فعلی را با تجربیات شناخته شده، که در یک سلسله مراتب سازماندهی شده‌اند، مطابقت می‌دهد. نشانه‌های گمشده مربوط به تصمیم فعلی شناسایی می‌شوند. مدیر اطلاعات از وابستگی اطلاعات در پایگاه دانش برای استنباط اطلاعات گمشده که مربوط به نشانه‌های سطح بالاتر، ارزیابی گزینه‌ها و ناهنجاری‌ها است، استفاده می‌کند. سپس مدیر ارتباطات با عواملی که اطلاعات گمشده را ارائه می‌دهند تماس می‌گیرد. برای ساختن یک مدل، باید (الف) تعیین کرد که چه مؤلفه‌هایی برای ترکیب کردن مدل درگیر هستند، (ب) وظایف را تجزیه و تحلیل کرده و دانش مربوطه را برای مؤلفه‌ها استخراج کرد، و (ج) آداپتور دامنه را برای ادغام عوامل با محیط خارجی توسعه داد. عوامل آر-کست برای توسعه کمک‌های تصمیم‌گیری برای تیم‌های انسانی استفاده شده‌است. آنها همچنین برای مطالعه شناخت تیم و مسائل مربوط به همکاری انسان و عامل در حوزه‌های کاربردی با استرس زمان مورد استفاده قرار گرفته‌اند.